# Четверта конференція Балтійських держав
Четверта конференція Балтійських держав (Друга Ризька конференція, Булдурська конференція) — конференція, що проходила у ризькому палаці Булдур з 6 серпня по 6 вересня 1920 року. У конференції взяли участь представники шести держав: Литовської Республіки, Латвійської Республіки, Естонської Республіки, Фінляндської Республіки, II Польської Республіки та з 20 серпня — Української Народної Республіки.
Метою конференції було створення «Східної Антанти» та Балто-Чорноморського союзу. Делегаціям удалося на п'ятиденних нарадах (21-25 серпня 1920) виробити низку важливих постанов, пропозицій і конвенцій, що мали на меті зблизити держави-учасниці в політичному, економічному, військовому, комунікаційному та культурно-науковому відношеннях. Усі вони мали бути ратифіковані не пізніше 15 грудня 1920 року й набути чинності навіть у тому випадку, коли б якась із договірних держав відмовила у ратифікації.
Найголовнішою підсумковою угодою IV Конференції Балтійських держав стала Політична конвенція, підписана членами делегацій 31 серпня 1920 року. Вона складалася з 10-ти параграфів (статей) і зауважень польських, українських і литовських представників:
Ст. 1 — Держави, що беруть участь у конференції заявляють, що вони готові визнати один одного взаємно де-юре, остільки, оскільки це визнання не зроблено.
Ст. 2 — Держави-учасниці зобов'язуються регулювати виключно мирними засобами прикордонні конфлікти та інші територіальні питання, які можуть виникнути між цими державами. У разі, якщо вирішення цих суперечок не могли бути досягнуті шляхом взаємних поступок між зацікавленими державами, держави, що брали участь у конференції, згодні вирішувати такі спори за посередництва третьої сторони (арбітраж Ліги Націй і т. д.).
Ст. 3 — Держави-учасниці зобов'язуються в будь-якому разі не допускати на своїх територіях видів діяльності або підприємництва, які можуть бути спрямовані проти однієї з держав-учасників, зокрема, ніхто з учасників не може надавати права проходження через свою територію організованої військової сили, ворожої до неї або інших держав-учасниць.
Ст. 4 — Жодна держава, що залучена до конференції, не укладатиме з іншою державою будь-яку угоду спрямовану проти іншої держави, представленої на конференції.
Ст. 5 — Держави-учасниці погоджуються невідкладно розробити оборонну військову конвенцію.
Ст. 6 — Держави, які беруть участь у конференції, повинні надавати гарантії їхнім меншинам, які є їх громадянами, всі права і свободи та гарантувати збереження і вільний розвиток їхніх мов і національних організацій.
Ст. 7 — До укладення торгових договорів, держави-учасниці домовилися не вводити обмеження або спеціальні збори на товари, яка приходить з однієї з цих держав або до іншої держави, і для транзитного проїзду в призначених для однієї з договірних держав (із застереженнями делегатів з Польщі та України).
Ст. 8 — У випадку, якщо одна з держав-учасників вирішить денонсувати цей Договір, така денонсація набере чинності через рік після повідомлення у письмовій формі всіх урядів інших держав-учасниць.
Ст. 9 — Цей договір повинен бути представлений на ратифікацію не пізніше 15 грудня 1920 року.
Ст. 10 — Якщо до 15 грудня 1920 року одна з держав, що брала участь у Конференції не ратифікує цей Договір, останній все ж набере чинності між інших державами-учасниками. Однак для тих держав, які не ратифікували договір, буде можливість приєднатися до нього пізніше, за згодою інших держав, які підписали Договір.
Договір підписали представники:
- Латвійської Республіки (Зіґфрід Анна Меєровіц, Волдемарс Замуелс і Петеріс Радзіньш),
- Литовської Республіки (Юргис Шауліс, Довас Заунюс, Ладас Наткявічус[lt] і Вітовт Гилис[lt]),
- Естонської Республіки (Каарел Роберт Пуста[et], Р.Еліазер і Пауль Лілль),
- Фінляндської Республіки (Леонард Острьом[fi], Карл Біргер Гельсінгіус[fi] та Ерккі Рейонен[fi]),
- Другої Польської Республіки (Леон Василевський, Вітольд Каменецький[pl] і Адам Тарновський[pl]) та
- Української Народної Республіки (Олександр Саліковський і Володимир Кедровський).[2].